# Terminalia ivorensis
Terminalia ivorensis är en tvåhjärtbladig växtart som beskrevs av Auguste Jean Baptiste Chevalier. Terminalia ivorensis ingår i släktet Terminalia och familjen Combretaceae. IUCN kategoriserar arten globalt som sårbar. Inga underarter finns listade i Catalogue of Life.

## Bildgalleri

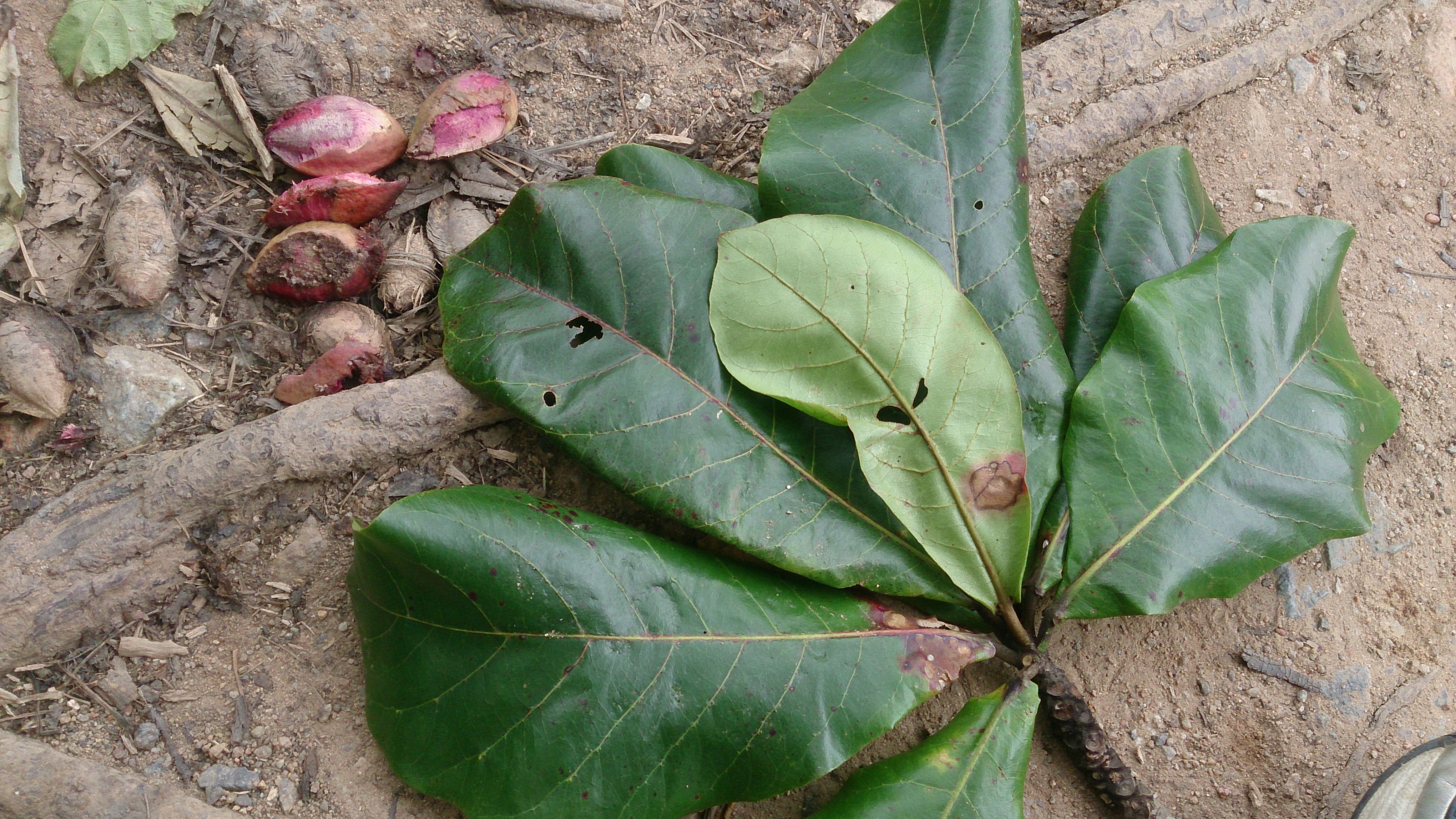
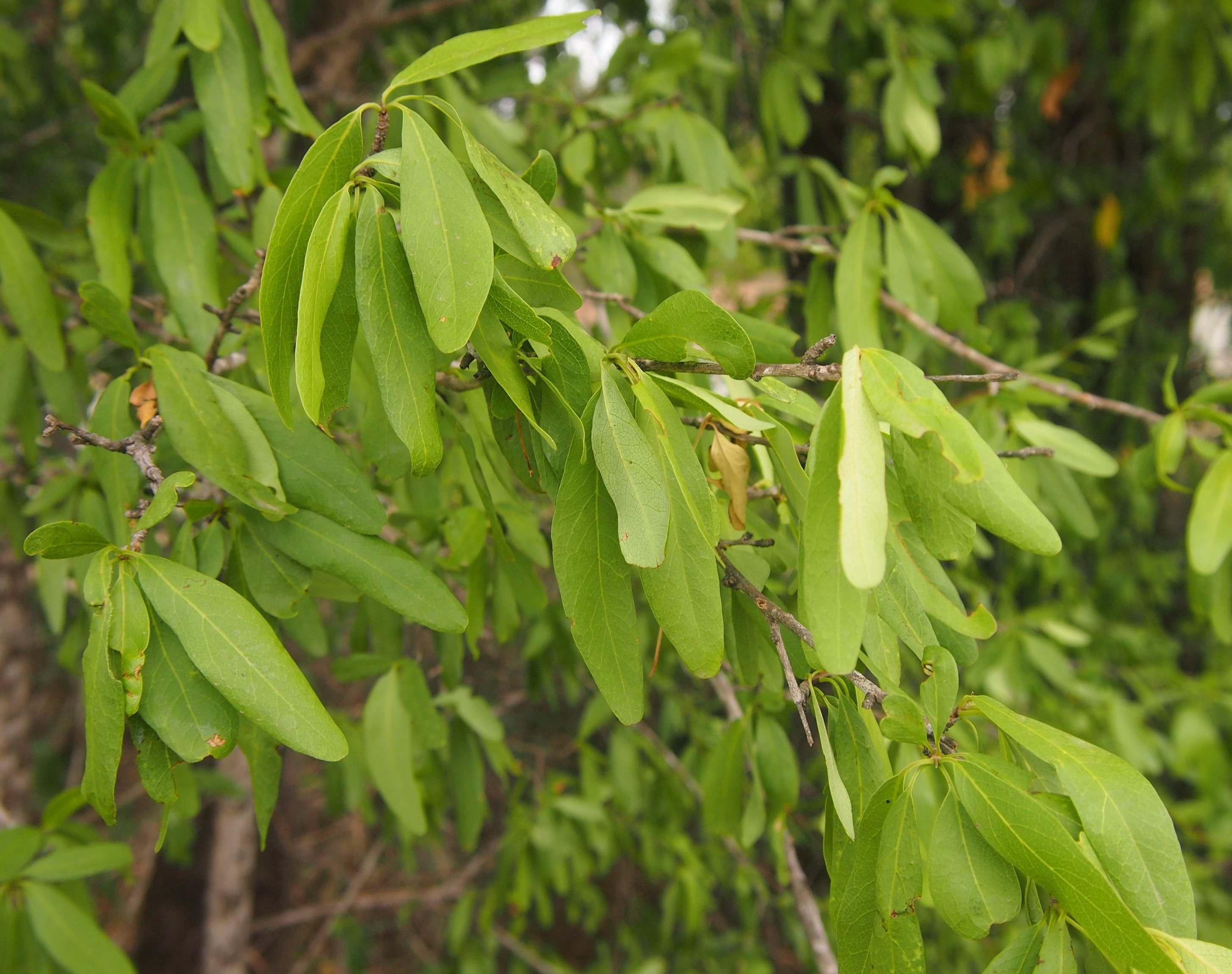
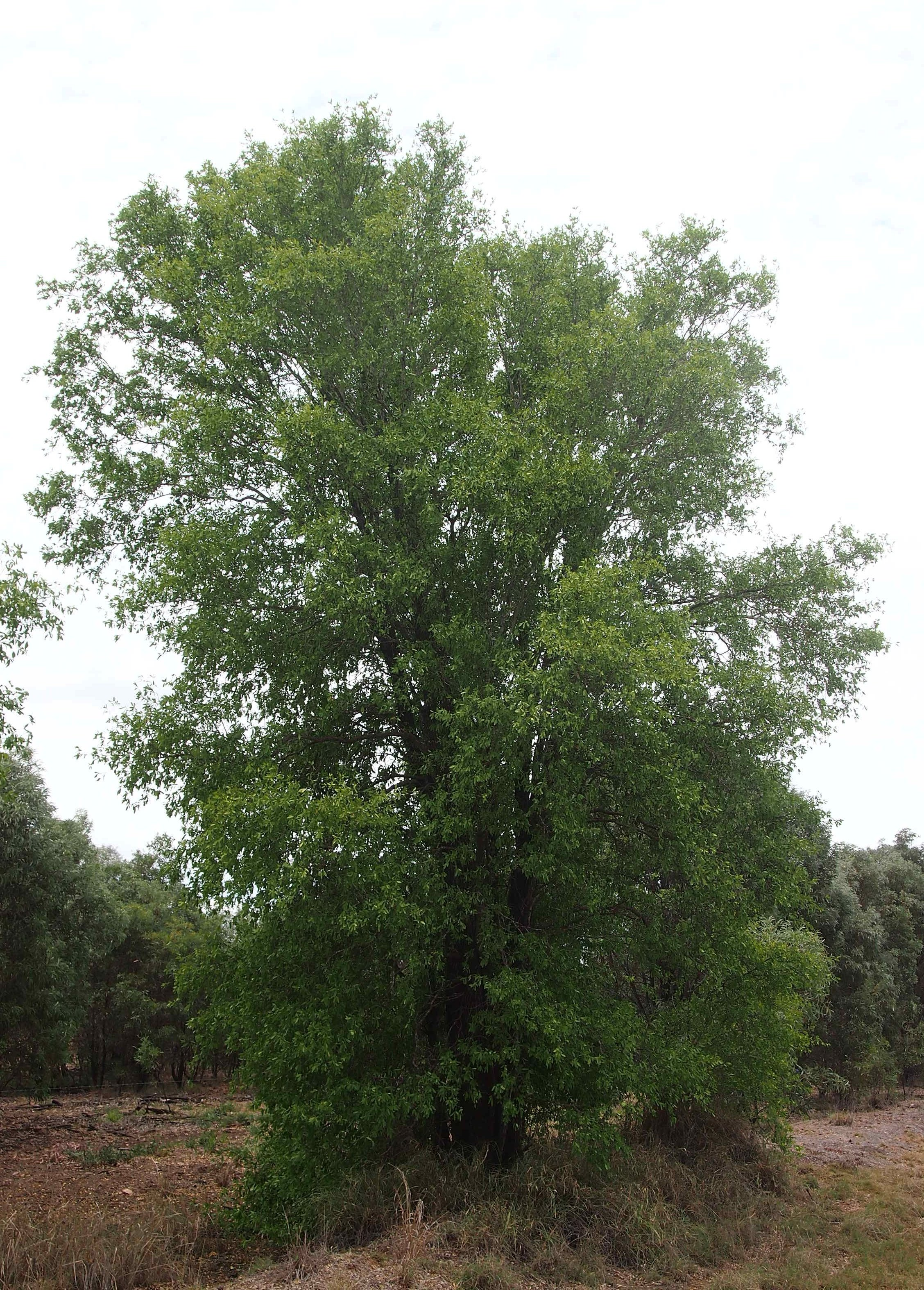